# Hans Lindenhayn
Hans Julius Richard Lindenhayn (* 8. Juli 1878 in Leipzig; † 23. November 1970) war ein deutscher Rittergutsbesitzer und Industrieller.

## Leben
Nach dem Abitur am Realgymnasium Döbeln studierte Hans Lindenhayn an der Technischen Hochschule Dresden und den Universitäten Leipzig, Genf, Florenz und Jena Chemie und Volkswirtschaftslehre. 1901 wurde er Mitglied des Corps Franconia Jena. 1903 wurde er zum Dr. phil. promoviert. Anschließend übte er praktische Tätigkeiten bei Firmen der Textil- und Lederindustrie und wissenschaftliche Arbeiten am Institut für Molkereiwesen in Kiel und am Institut für Gärungsgewerbe in Berlin aus. 1908 trat er in die väterliche Firma Knab & Lindenhayn ein. 1910 wurde er deren Teilhaber und 1913 deren Alleininhaber. Später war er Mitinhaber und bis 1941 Mitglied des Aufsichtsrats der Byk-Guldenwerke, Chemische Fabrik AG in Berlin, in der Knab & Lindenhayn aufgegangen war.
Lindenhayn stellte die väterliche Firma von der Produktion von Farbholzextrakten auf die Herstellung von Milchsäure und Milchsäuresalzen nach von ihm erfundenen Verfahren um, die in der Leder-, Textil- und Genussmittelindustrie Verwendung fanden. Am Ersten Weltkrieg nahm Lindenhayn als Bataillons- und Brigade-Adjutant teil. 1921 erwarb er das Rittergut Otzdorf in Döbeln-Land und betätigte sich landwirtschaftlich. Er war weiterhin Eigentümer der Firma Dampfziegelei Niederstriegis Dr. Hans Lindenhayn und hatte den Vorsitz in landwirtschaftlichen, industriellen und sozialen Organisationen inne.

## Auszeichnungen
- Eisernes Keuz II. Klasse
- Preußische und Sächsische Kriegsauszeichnungen

## Schriften
- Beiträge zur Kenntnis der Diazoverbindungen, 1903
- Über Diazobenzolimide
- Landwirtschaftliches aus den Vereinigten Staaten von Amerika
- Das Rittergut Otzdorf und seine steinerne Chronik, 1924
- Verschiedene Schriften über amerikanische und deutsche Geflügelzucht